# Raisonnement fallacieux
Un raisonnement fallacieux est un raisonnement incorrect qui a pourtant une apparence de validité logique. 

## Typologie
On distingue généralement deux types de raisonnements fallacieux : le sophisme, qui est une argumentation destinée à tromper autrui, et le paralogisme qui est une erreur de raisonnement involontaire. Kant effectuait cette distinction dans son ouvrage Logique (1800) indiquant qu'un syllogisme erroné quant à sa forme est un paralogisme quand il trompe son auteur, et un sophisme quand il vise à tromper autrui. Le raisonnement visé est formellement le même que l'auteur trompe lui-même ou qu'il mente en toute connaissance de cause. Cela rend difficile (voire impossible par le seul examen du raisonnement) de déterminer l'état d'esprit de l'auteur, et la distinction entre paralogisme et sophisme est parfois contestée.

## Étymologie
Le mot fallacieux est dérivé du Latin fallāx (« trompeur »), du fallācia (« tromperie »), du fallere (« tromper »).
La traduction en français du terme anglais fallacy est sujette à débat car bien que pouvant être traduit par « sophisme », le terme désigne aussi le paralogisme, lequel n'est pas volontaire. Il est aussi parfois traduit par « raisonnement fallacieux ».